# Battery (Romanreihe)
Battery (jap. バッテリー Batterī) ist eine japanische Romanreihe von Atsuko Asano aus den Jahren 1996 bis 2005. Die Reihe wurde als Hörspiel, Manga und Anime sowie als Realfilm und Dorama adaptiert. Die Geschichte erzählt von einem Mittelschüler, der mit einem bereits vielversprechendem Talent als Pitcher in den Baseball-Klub der Schule eintritt. Sie ist in die Genres Action, Drama und Sport einzuordnen.

## Inhalt
Beim Wechsel zur Mittelschule zieht Takumi Harada (原田 巧) mit seiner Familie zu seinem Großvater aufs Land. Hier trifft der schon in der Grundschule von Baseball begeisterte Schüler auf Gō Nagakura (永倉 豪), der ebenfalls den Sport liebt. Während Takumi bereits Talent als Pitcher gezeigt hat, will Gō sein Catcher sein, nachdem er seine Bälle erlebt hat, und mit ihm eine battery bilden. Takumis Großvater war früher Trainer an der lokalen Schule, doch hält er seinen Enkel eher zurück und will, dass der sich nicht zu früh verausgabt, sondern des Sport schrittweise erlernt. Dagegen motiviert er Takumis kleinen Bruder Seiha (原田 青波), der auch gern wie Takumi wäre. Doch ist Seiha krank, weswegen sein großer Bruder sich Sorgen macht und ihm ausreden will, Baseball zu spielen. Auch Gō motiviert Seiha zum Missfallen Takumis. Und auf Gō selbst redet seine Mutter ein, eine Schulfreundin von Takumis Mutter, dass er den Sport aufgeben und sich auf die Schule konzentrieren soll. Gō will sich dem nicht beugen. So treten sie beiden dem Baseball-Klub der Mittelschule bei.
Im Klub werden sie schnell mit dem Missmut einiger älterer Schüler konfrontiert, die die jüngeren drangsalieren. Und der Trainer macht ihnen viele Vorschriften, denen sich Takumi nur beugen will, wenn er sie auch sinnvoll findet. So eckt er bei allen im Klub an, während der Trainer sein Talent erkennt und als früherer Schüler Takumis Großvaters diesen erfolglos um Rat fragt. Dann wird Takumi von älteren Schülern misshandelt, was schließlich herauskommt und zur zeitweiligen Schließung des Klubs führt. Takumi und seine Freunde trainieren weiter und werden dabei vom Kapitän Kazuki Kaionji (海音寺 一希) unterstützt. Mit dessen und des Trainers Hilfe können sie den Klubbetrieb schließlich offiziell wieder aufnehmen. Um mit den die Schule bald verlassenden Neuntklässlern noch ein Spiel zu absolvieren, vereinbaren sie mit einer benachbarten Schule ein inoffizielles Spiel, was nur durch Takumis Talent gelingt. Das Spiel wird durch die Intervention des Trainers zwar abgebrochen, doch auch die Spieler der anderen Schule sind nun an Takumi interessiert.
Ehe das Spiel in den Ferien wiederholt werden kann, führt das abgesproche Spiel zu Streit zwischen Takumi und Gō. Denn darin ist es immer schlechter zwischen den beiden gelaufen, nachdem ein Spieler der Gegner Gōs Unsicherheit geschürt hat. Der ärgert sich darüber, dass Takumi sich ihm gegenüber beim Werfen zurücknimmt und fühlt sich nicht ernst genommen. Erst als Takumi wieder auf ihn zugeht und gemeinsam mit Gō und seinen Freunden nicht nur Begeisterung, sondern Spaß beim Spiel entwickelt, können sie wieder gut zusammen spielen.

## Buch-Veröffentlichung
Die Romanreihe erschien zunächst von 1996 bis 2005 beim Verlag Kyōiku Gageki. Von 2003 bis 2007 erschien bei Kadokawa Shoten eine Neuauflage. Der Verlag veröffentlichte auch eine Adaption als Manga, die zunächst ab 2005 in dessen Magazin Asuka erschien. Die von Chikage Yuniwa gezeichnete Serie wurde 2010 abgeschlossen und auch in acht Sammelbänden herausgegeben.

## Hörspiel
Der Sender NHK-FM veröffentlichte vom 17. bis 28. April 2000 eine zehnteilige Umsetzung der Romane als Hörspiel.

## Realverfilmungen
Die Romane wurden zwei Mal als Realfilm umgesetzt. Zunächst 2007 als Kinofilm, produziert von Tōhō und geschrieben von Tadashi Morishita. Regie führte Yōjirō Takita und die Musik komponierte Ryō Yoshimata. Eine weitere Umsetzung wurde vom 3. April bis 12. Juni 2008 von NHK als Dorama mit 10 Folgen ausgestrahlt. Die Drehbücher der Serie wurden geschrieben von Atsuko Sagara.

## Anime-Fernsehserie
2016 entstand bei Studio Zero-G eine Umsetzung der Romane als Anime-Serie für das japanische Fernsehen. Tomomi Mochizuki führte Regie und schrieb auch das Drehbuch. Das Charakterdesign entwarf Hideoki Kusama und die künstlerische Leitung lag bei Toshiyuki Sakae. Die Produzenten waren Makoto Kimura und Shōki Niwa.
Die 11 Folgen wurden vom 14. Juli bis zum 22. September 2016 vom Fuji TV im Programmblock noitaminA ausgestrahlt. International erfolgte die Veröffentlichung durch die Plattform Amazon Prime Video mit Untertiteln in diversen Sprachen, darunter Deutsch und Englisch, sowie mit spanischer Synchronisation.

### Synchronisation
| Rolle          | Japanische Stimme (Seiyū) |
| -------------- | ------------------------- |
| Takumi Harada  | Kōki Uchiyama             |
| Gō Nagakura    | Tasuku Hatanaka           |
| Yōzō Ioka      | Katsuhisa Hōki            |
| Kazuki Kaionji | Yuichiro Umehara          |
| Makoto Tomura  | Hozumi Gōda               |

### Musik
Die Musik der Serie wurde komponiert von Akira Senju. Das Vorspannlied ist Itsuka no Jibun und die Abspanne sind unterlegt mit Ashita, Haru ga Kitara und Wakamono no Subete (若者のすべて). Alle Lieder stammen von Anderlust.